# いちごびびえす
いちごびびえすは、かつて存在していたスレッドフロート型掲示板（電子掲示板）。2000年6月1日に開設。匿名掲示板黎明期の掲示板サイトとして知られる。

## 概要
2ちゃんねるのWeb制作板を利用していた、当時高校生のふくやんが開設し、管理人を務める。当初は「いちごちゃんねる（苺ちゃんねる、15ch）」という名前であった。その後、数回のサーバー移転、「いちごびびえす」への改名を行う。

## システム
- 2ちゃんねるをモデルとしており、カテゴリ毎にまとめられた複数の掲示板に分けられている。
- 書き込みフォームはmegabbsのものと同様であり、「等幅チェック欄（投稿した文章が等幅フォントで表示される）」、「sageチェック欄（スレッドが上位に上がらなくなる）」を備えている。
- 偽物防止機能として、キャップ（現在は新規受付停止）、トリップを備えている。トリップの表示位置は、2ちゃんねる等と異なり、名前表示欄ではなく投稿時刻の右側に背景色と同色で表示される。このため、一般的にウェブブラウザではぱっと見ただけではそこにトリップが表示されていることが分からない。
- 2009年5月、各レスのID表示に対応した。IDは投稿時刻の右側に背景色と同色で表示される[3]。
- 2011年9月、各スレッドにFacebookのいいね!ボタン、Twitterのツイートボタン、はてなブックマークボタンが設置された。

## 特徴
- このタイプの掲示板の中では比較的ギスギスしたやり取りが少ないと言われており、それが良くも悪くも特色となっている（俗に「マターリ」していると言われる）。
- 経済、音ゲー（音楽ゲーム）の板が比較的盛況である。
- いちごびびえすで作成されたアスキーアートとして、「そうでもないよ」がある。

## 歴史
- 2000年6月1日 - 開設。トップのアドレスはhttp://www22.big.or.jp/~15ch/（2001年11月23日まで）
- 2001年1月 - megabbs、あめぞう2000、三河版などによる、「共同BBS企画」に参加。[4][5][6]
- 2001年12月2日 - サーバー移転によりhttp://www.ichigobbs.net/に移行（2002年6月28日まで）。サイト名を「いちごびびえす」へ改名する。
- 2002年6月29日 - サーバー移転によりhttp://www.ichigobbs.com/に移行。
- 2003年3月 - サーバー移転によりhttp://www.ichigobbs.net/に移行。
- 2009年10月23日 - ichigobbs.netドメイン失効。
- 2009年11月10日 - http://www.ichigobbs.org/に移行。
- 2014年12月 - ハードディスクのトラブルによりサーバーダウンし、閲覧できなくなる[7]。